# Manchester (Dakota Południowa)

Miejscowość leży w środkowo-zachodniej części stanu

Manchester w stanie Dakota Południowa jest niewielką miejscowością w hrabstwie Kingsbury. 
Na chwilę obecną jest opuszczonym miastem, które zostało całkowicie zniszczone w efekcie potężnego tornada w czerwcu 2003 roku. Nikt nie zginął. Jakichkolwiek planów odbudowy na chwilę obecną nie ma. Oficjalnie miasto będzie istnieć przynajmniej do najbliższego spisu ludności (ostatni był w 2000 roku). W lipcu 2007 zbudowano tam pomnik, upamiętniający miasto i jego mieszkańców.